# Kapelle Burgstein

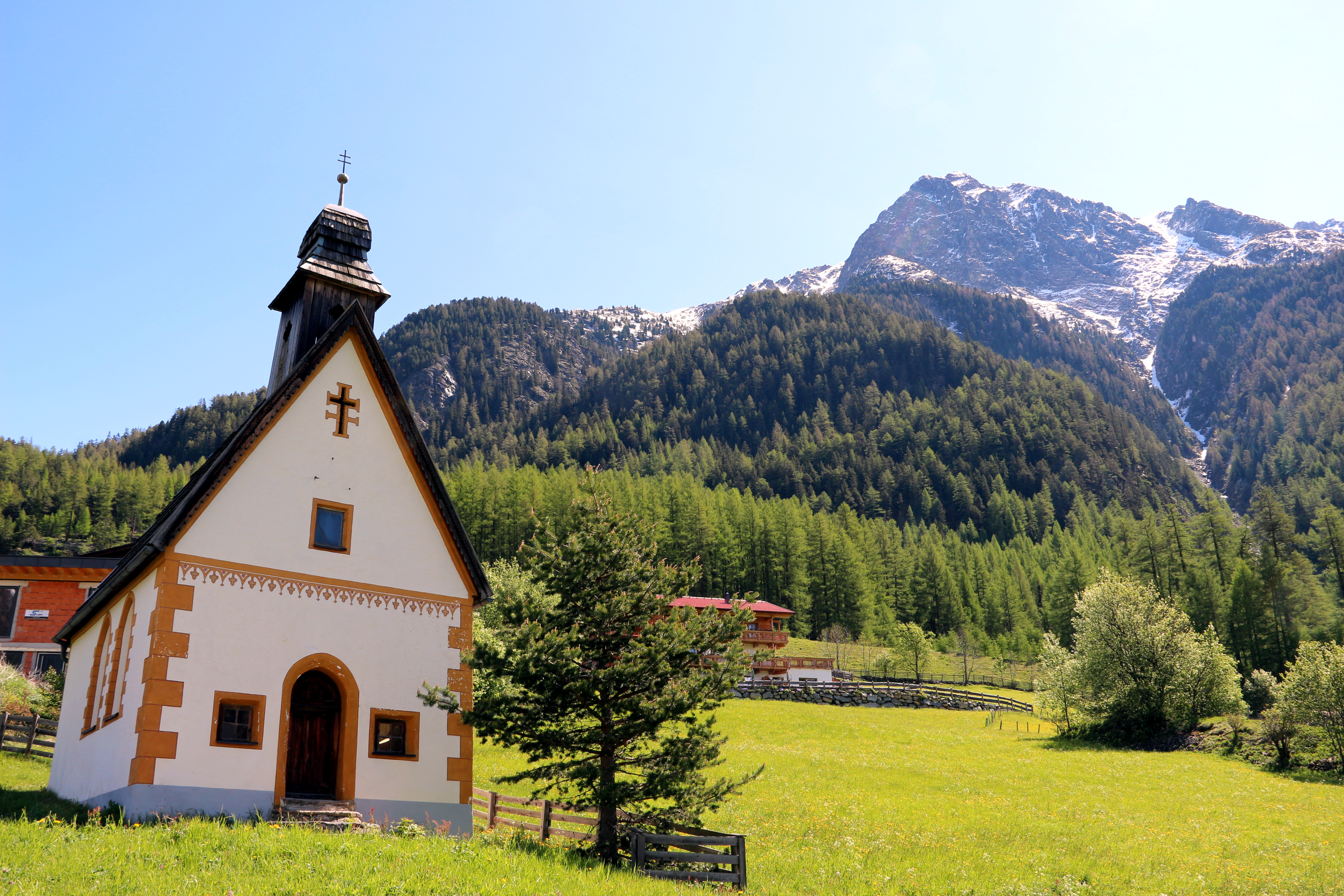
Maria-Königin-Kapelle in Burgstein, unterhalb des Gamskogels.

Die Kapelle Burgstein ist eine römisch-katholische Marien-Kapelle in Burgstein in der Gemeinde Längenfeld in Tirol.
Die Kapelle steht auf einer Terrasse an der Ostseite über dem Tal. Sie wurde um 1670 erbaut.  Der zweijochige Bau mit polygonalem Schluss hat ein Holz gedecktes, steiles Satteldach mit einem hölzernen Dachreiter und Glockenhelm. Der Innenraum hat eine Stichkappentonne mit frühbarocken, floralen Stuckbändern.
Die spätbarocke Ausstattung besteht aus dem Altar, dem Schreiner Kassian Götsch zugeschrieben, mit einem Gnadenbild Mariahilf mit Stifterdarstellung an der Rückseite, datiert 1682, im Auszug der hl. Antonius und die Schmerzhafte Maria, mit einem bemalten Antependium (4. Viertel 18. Jahrhundert) und einer Strahlenkranz-Maria mit den beiden Johannes. Außerdem gibt es zwei barocke Leinwandbilder mit den Heiligen Petrus und Margareta und zwei Votivbilder der Heiligen  Georg und Michael, bezeichnet mit Georg Helrigl (Stifter) 1677 und 1678.